# Sepiola steenstrupiana
Sepiola steenstrupiana е вид главоного от семейство Sepiolidae.

## Разпространение и местообитание
Видът е разпространен в Албания, Алжир, Босна и Херцеговина, Гърция (Егейски острови и Крит), Джибути, Египет (Синайски полуостров), Еритрея, Израел, Испания, Италия (Сардиния и Сицилия), Либия, Ливан, Мароко, Саудитска Арабия, Северен Йемен, Сирия, Словения, Сомалия, Судан, Тунис, Турция, Франция (Корсика), Хърватия, Черна гора и Южен Йемен.
Обитава морета и заливи.